# ستيف هاتشينغز
ستيف هاتشينغز (بالإنجليزية: Steve Hutchings)‏ هو لاعب كرة قدم بريطاني، ولد في 13 ديسمبر 1990 في بورتسموث في المملكة المتحدة. لعب مع نادي بورنموث.

## وصلات خارجية
- ستيف هاتشينغز على موقع قاعدة بيانات كرة القدم.إي يو (الإنجليزية)
- ستيف هاتشينغز على موقع Soccerbase.com (لاعب) (الإنجليزية)